# Landrat (Uri)
Der Landrat ist das Parlament, d. h. die Legislative des Schweizer Kantons Uri. Die 64 Mitglieder tagen regelmässig in Altdorf und entscheiden dort über die Gesetzgebung. Sie werden vom Volk auf vier Jahre gewählt. Jede der 20 Gemeinden des Kantons bildet einen eigenen Wahlkreis. Die Wahl erfolgt dabei in den grössten vier Gemeinden nach Proporz mit wahlkreisübergreifendem Ausgleich (doppeltproportionales Zuteilungsverfahren). Die übrigen 16 Gemeinden wählen nach Majorz. Pro Jahr tritt der Landrat zu neun Sessionen zusammen. Die letzten Landrats- und Regierungsratswahlen fanden am 8. März 2020 statt.

## Aufgaben
Der Landrat übt die Oberaufsicht über alle Behörden aus, welche kantonale Aufgaben wahrnehmen.
Er konstituiert sich selbst und wählt aus seiner Mitte für die Dauer von jeweils einem Jahr seinen Präsidenten und den Vizepräsidenten.
Im Gegensatz zu anderen Kantonen wird der Landammann und der Landesstatthalter nicht vom Landrat, sondern direkt vom Volk gewählt. Gewählt werden vom Urner Landrat die Mitglieder des Erziehungsrates, Vorsteher und Stellvertreter der regierungsrätlichen Direktionen, der Kommandant des Urner Bataillons und der Bankrat der Urner Kantonalbank. Der Landrat unterbreitet dem Volk alle wichtigen Bestimmungen in der Regel in Form von Gesetzen. Er entscheidet über die Zulässigkeit von zustande gekommenen Volksinitiativen.

## Parteien – Wahlergebnisse seit 1932
Nach den Wahlen von 1916 bis 2020 war die Sitzverteilung im Urner Landrat wie folgt:
Quellen: 

## Mitglieder

### Wählbarkeit
Die Urner Kantonsverfassung schreibt vor, dass im Sinne der Gewaltentrennung niemand gleichzeitig Mitglied des Landrats und des Regierungsrates sein darf. Des Weiteren dürfen Landräte und Regierungsräte keinem Gericht angehören.
Ebenso ist es vollamtlichen Angestellten von Behörden untersagt, Landratsmitglied zu werden. Ehegatten, eingetragene Partner und Lebenspartner sowie Verwandte ersten und zweiten Grades und Verschwägerte ersten und zweiten Grades dürfen zwar nicht der gleichen Kantons- und Gemeindebehörde angehören; jedoch gilt dieses Verbot ausdrücklich nicht für den Landrat. Die reguläre Amtsdauer des Landrates ist auf vier Jahre festgelegt. Regulärer Beginn des Dienstjahres ist der 1. Juni.

### Anzahl und Verteilung auf die Wahlkreise
Der Landrat hat 64 Mitglieder. Die Verteilung der Sitzzahlen auf die Gemeinden erfolgt auf Grundlage der letzten eidgenössischen Volkszählung. Ausschlaggebend ist jedoch, laut Artikel 88 der Urner Kantonsverfassung, nicht die Einwohnerzahl einer Gemeinde, sondern die Zahl der Bewohner mit Schweizer Bürgerrecht. Jeder Gemeinde steht dabei mindestens ein Sitz zu.
| Gemeinde      | Anzahl Vertreter | Wahlsystem |
| ------------- | ---------------- | ---------- |
| Altdorf       | 15               | Proporz    |
| Andermatt     | 02               | Majorz     |
| Attinghausen  | 03               | Majorz     |
| Bauen         | 01               | Majorz     |
| Bürglen       | 07               | Proporz    |
| Erstfeld      | 06               | Proporz    |
| Flüelen       | 03               | Majorz     |
| Göschenen     | 01               | Majorz     |
| Gurtnellen    | 01               | Majorz     |
| Hospental     | 01               | Majorz     |
| Isenthal      | 01               | Majorz     |
| Realp         | 01               | Majorz     |
| Schattdorf    | 09               | Proporz    |
| Seedorf       | 03               | Majorz     |
| Seelisberg    | 01               | Majorz     |
| Silenen       | 04               | Majorz     |
| Sisikon       | 01               | Majorz     |
| Spiringen     | 02               | Majorz     |
| Unterschächen | 01               | Majorz     |
| Wassen        | 01               | Majorz     |

Eine Volksinitiative der Jungen CVP Uri unter dem Titel Kopf- statt Parteiwahlen, welche die reine Majorzwahl des Urner Landrates forderte, wurde am 23. September 2012 mit 57,5 Prozent der Stimmen vom Volk abgelehnt.
Bis und mit der Wahl 2016 wurde in allen Gemeinden mit drei oder mehr Sitzen nach Proporz gewählt. Nach einem Bundesgerichtsurteil (1C_511/2015) aus dem Jahr 2016 war das bestehende Wahlrecht verfassungswidrig, da in mehreren Proporzwahlkreisen das natürliche Quorum (implizite Sperrklausel) deutlich über den zulässigen 10 % lag. Aufgrund dessen wurde in den vier kleineren von bisher acht Proporzwahlkreisen das Majorzverfahren eingeführt, während für die verbliebenen vier Proporzwahlkreise ein wahlkreisübergreifender Ausgleich (doppeltproportionales Zuteilungsverfahren) geschaffen wurde.

### Vergütung
Die Vergütung der Landräte ist in Uri in der Nebenamtsverordnung geregelt. Jedes Mitglied erhält pro Landratssitzung 160 Franken, der Präsident des Landrates 320 Franken. Hinzu kommen für Mitglieder in landrätlichen Kommissionen bei ganztägigen Sitzungen 160 Franken, bei halbtägigen Sitzungen 105 Franken; Kommissionspräsidenten erhalten eine Zulage von 78 Franken.